# Lasioglossum pauxillum
Lasioglossum pauxillum ist eine europäische Bienenart aus der Gattung Lasioglossum, im deutschen wird sie auch Acker-Schmalbiene genannt.

## Merkmale
Diese relativ kleine Schmalbiene wird etwa 5 bis 6 mm lang, ist dunkel gefärbt und besitzt keinen metallischen Glanz. Die Tergitenden sind strohgelb aufgehellt und basalen Haarflecken. Gesicht ist rundlich (kürzer als breit), Fühler unterseitsmehr oder weniger orange, Mesonotum hinten schwarz glänzend, Tergitendränder eingedrückt und querchagriniert.
Wie alle Arten der Gattung mit 3 Cubitalzellen im Vorderflügel, Beinsammler, Weibchen mit kahler Längsfurche an letzten Tergit.
Diese Art kann, wie die meisten Arten der Gattung, nur mit Vergleichsmaterial und Spezialliteratur sicher bestimmt werden. Ähnliche Arten sind zum Beispiel L. malachurum, L. laticeps, L. lineare, L. fulvicorne.

## Verbreitung
Die Schmalbiene ist in den wärmeren Gebieten der Westpaläarktis weit verbreitet, in Nordafrika, Süd- und Mitteleuropa, nordwärts bis Südengland und Südschweden. In Deutschland, Österreich und der Schweiz ist die Art aus allen Regionen nachgewiesen.
Eine der häufigeren Arten der Gattung, sie ist in allen möglichen Lebensräumen anzutreffen, oft auch im Siedlungsbereich. Die Nester befinden sich auch oft auf Feldwegen und Trampelpfaden, häufig bei lehmigen Böden.

## Lebensweise
Die primitiv eusozialen Bienen haben eine Generation im Jahr, sie nisten im Boden in selbst gegrabenen Nestern, oft in Aggregationen. Die Weibchen (Königinnen), die überwintert haben erscheinen schon ab Ende März. Die Neugründung eines Nestes kann durch ein einzelnes Weibchen erfolgen (monogyn) oder durch mehrere, maximal sechs Weibchen (polygyn).  Dann übernimmt ein Weibchen die Rolle der Königin. In einem monogynen Nest werden drei bis sechs Brutzellen angelegt, in einem polygynen Nest bis zu 25 Brutzellen.
Der Nesteingang ist mit Aushub zu einem kleinen Türmchen (Tumulus) verlängert, das bis zu 10 cm hoch sein kann und an der Innenseite geglättet ist. Der Nestgang führt mehr oder weniger senkrecht in die Tiefe. Etwa in der Mitte des Ganges ist eine kugelförmige Kammer, in der sich eine Gruppe von Brutzellen befinden. Nach dem Schlüpfen der ersten Brut wurde das Nest durch mehrere Seitengänge erweitert, in denen weitere Brutzellen angelegt werden.
Die Brutzellen bleiben zunächst geöffnet, aus ihnen werden Kot und eventuell tote Larven aus den Zellen entfernt und an anderer Stelle im Nest deponiert. Wenn alle Brutzellen verproviantiert sind und die Eier abgelegt sind, wird das Nest verschlossen, bis die erste Brut schlüpft. Bei polygynen Nestern wird der Eingang ständig bewacht.
Die erste Brut besteht nur aus Arbeiterinnen (Weibchen), da (noch) keine Männchen vorhanden sind. Diese werden dann erst mit der zweiten Brut erzeugt. Sie fliegen also von Anfang Juli bis Mitte September. Die Weibchen fliegen auch bis September/Oktober.
Pollenquellen: Ausgesprochen polylektische Art. Nachgewiesen ist die Nutzung von Pollen aus 17 Pflanzenfamilien.
Parasiten: Sphecodes crassus und möglicherweise S. ferruginosus sind Kuckucksbienen bei L. pauxillum. Erwachsene Bienen sind manchmal von Fächerflüglern befallen.